# Assemblea nazionale (Seychelles)
L'Assemblea nazionale delle Seychelles (in inglese National Assembly of Seychelles, in francese Assemblée Nationale du Seychelles, in creolo delle Seychelles Lasanble Nasyonal Sesel) è il parlamento monocamerale della Repubblica delle Seychelles.

## Composizione
Il Parlamento delle Seychelles è composto da 35 deputati, aventi mandato quinquennale, di cui 26 eletti con il sistema maggioritario a turno unico (in Inglese: First-past-the-post) e 9 eletti con il sistema proporzionale. Essi rappresentano il popolo e compongono il potere legislativo del paese, esercitato appunto dall’Assemblea.